# 温生才

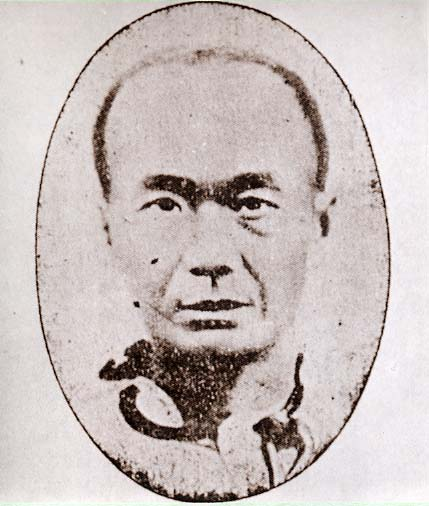
溫生才

温生才（1870年—1911年4月15日），字练生，广东省嘉应州（今广东省梅州市梅县区）人，1907年加入中国同盟会。1911年4月8日刺杀广州将军孚琦，得手后在途中被巡警抓捕，4月15日牺牲。现葬于广州起义烈士陵园，为红花岗四烈士之一。

## 生平
1911年4月8日，溫生才怀揣手槍埋伏在廣州大東門外諮議局前面一間茶館。當日，大部份廣州清吏前往燕塘机场觀看由法国人组织的“远东飞艇社”的飛行表演，當時那裡起飛的是廣州天空上的第一架飛機。傍晚，一頂有衛兵夾護的官轎路過諮議局前的麒麟閣商店，溫生才立即衝出茶館，由於以為轎子裡坐的是李準，即對準轎內連開幾槍，結果擊斃的是時任廣州將軍的孚琦。孚琦的兒子乘小轎跟在後面，出事後馬上奔進諮議局躲避。溫生才見其已斃即向城東方向逃去。
孚琦兒子在諮議局用電話向兩廣總督張鳴岐報告，他得悉事件後馬上調撥清兵包圍現場，同時命令各路巡警緊急出動，追捕刺客。溫生才逃到一竹林外後就自以為安全，並脫下藍布衫扔進竹林，接著從大街上往東門急走。其實，諮議局的門衛鄭家森（巡警）一直跟在他後面，此時見大街上佈滿了警察，立即追上前抱住他並鳴笛報警，溫生才被捕。
4月15日，溫生才就義於諮議局前擊斃孚琦處。行刑前的遊街時他自言自笑，路經人多處還大聲宣告：「今日我代同胞復仇，各同胞務須發憤做人方好。」「許多事歸我一身擔當，快死快生，再來擊賊！」